# Райчев, Пётр
Пётр Ра́йчев Георги́ев (болг. Петър Райчев Георгиев; 9 марта 1887, Варна, Княжество Болгария, ныне Болгария — 30 августа 1960, София, Болгария) — болгарский оперный певец (тенор), оперный режиссёр и педагог.

## Биография
Учился у Ивана Вульпе в Софии, позднее в 1908—1911 годах обучался в Московской консерватории у профессора Умберто Мазетти, а в 1912 году совершенствовался у Фернандо де Лучия в Неаполе, в театре «Сан-Карло». Сценическая деятельность началась в 1908 году в «Болгарском оперном товариществе». Пел также в Большом театре. С 1913 года — солист театра Музыкальной драмы в Петербурге. Гастролировал во многих городах России. С 1920 года выступал в Италии и других странах Европы. С 1929 года солист Русской оперы в Париже (антреприза Марии Кузнецовой-Бенуа), а в 1935 году обосновывается в Софийской народной опере, где ставил спектакли как режиссёр. Ставил оперы в Загребской опере, в Варне. Преподавал вокал в Софийской консерватории, где в 1950—1958 годах был профессором.
Его сын Руслан Райчев (1919—2006), дирижёр.

## Партии
- «Пиковая дама» Чайковского — Герман
- «Евгений Онегин» Чайковского — Ленский
- «Черевички» Чайковского — Вакула
- «Вертер» Массне — Вертер
- «Манон» Массне — де Гриё
- «Иродиада» Массне — Иоанн
- «Жонглёр Богоматери» Массне — Бонифас
- «Богема» Пуччини — Рудольф
- «Тоска» Пуччини — Каварадосси
- «Турандот» Пуччини — Калаф
- «Паяцы» Леонкавалло — Канио
- «Федора» Джордано — Лорис
- «Лючия ди Ламмермур» Доницетти — Эдгар Равенсвуд
- «Дон Паскуале» Доницетти — Эрнесто
- «Дочь полка» Доницетти — Тонио
- «Жизнь за царя» Глинки — Собинин
- «Русалка» Даргомыжского — Князь
- «Борис Годунов» Мусоргского — Самозванец, Шуйский
- «Князь Игорь» Бородина — Владимир Игоревич
- «Демон» Рубинштейна — Князь Синодал
- «Садко» Римского-Корсакова —Индийский гость
- «Сказание о невидимом граде Китеже и деве Февронии» Римского-Корсакова — княжич Всеволод
- «Снегурочка» Римского-Корсакова — Берендей
- «Царская невеста» Римского-Корсакова — Лыков
- «Сказка о царе Салтане» Римского-Корсакова —  Гвидон
- «Золотой петушок» Римского-Корсакова —  Звездочёт
- «Далибор» Сметаны — Далибор
- «Проданная невеста» Сметаны — Еник
- «Фиделио» Бетховена — Флорестан
- «Кармен» Бизе — Хозе
- «Искатели жемчуга»  Бизе — Надир
- «Травиата» Верди — Альфред
- «Аида» Верди — Радамес
- «Бал-маскарад» Верди — Ричард
- «Луиза Миллер» Верди — Рудольф
- «Риголетто» Верди — Герцог
- «Трубадур» Верди — Манрико
- «Симон Бокканегра» Верди — Габриэль Адорно
- «Сельская честь» Масканьи  — Туридду
- «Фауст» Гуно — Фауст
- «Ромео и Джульетта» Гуно — Ромео
- «Саломея» Рихарда Штрауса — Ирод
- «Жидовка» Галеви — Элеазар
- «Лоэнгрин» Вагнера — Лоэнгрин
- «Севильский цирюльник» Россини — Альмавива
- «Саламбо» Стоянова — Мато
- «Галька» Монюшко — Йонтек
- «Гергана» Атанасова — Никола
- «Царь Калоян» Владигерова — граф Балдуин
- «Эро с того света» Готоваца — Эро
- «Король Марко» Кавалджиева — Груйко
- «Коштана» Конёвича — Димитр

## Награды
- 1947 — Заслуженный артист НРБ
- 1949 — Народный артист НРБ
- 1950 — Димитровская премия